# Andrea Cherubini
Andrea Cherubini (Roma, 1833 – Capri, 1905) è stato un pittore italiano.

## Biografia
Studiò a Roma e qui presentò, nel 1865, alla Società Amatori e Cultori,  una serie di paesaggi di Roma e della Campagna romana: Campo verde con anatrelle, Bufali e antico rudere, Paesaggio con bovi, Veduta del Colosseo. Per la basilica del Sacro Cuore di Gesù, a Castro Pretorio (non lontano da Stazione Termini), dipinse tele a soggetto religioso.
Federico Campanili, attivo a Roma come micromosaicista dal 1854 al 1904, ha realizzato a micromosaico dipinti di Andrea Cherubini, fra cui Fiori con uccello Picchio (1900), 77,5x94,5 cm.
Andrea Cherubini dipinse nature morte e quadri di genere e, dal 1872, anche paesaggi  capresi: Marina di Capri (1873), Mare dall'isola di Capri, Grotta azzurra (1879), Salto di Tiberio (1885), Costumi di Capri. Nel 1888 si trasferì definitivamente a Capri, al pari di altri pittori, italiani e stranieri, che erano attratti dalla dolcezza del clima, dal paesaggio naturale e dalle abitudini semplici degli abitanti. Identica scelta di vita presero nell'Ottocento i pittori Antonino Leto, Charles Caryl Coleman e Bernardo Hay e, nel Novecento, il pittore milanese Carlo Perindani.
Andrea Cherubini sposò una ragazza caprese e andò ad abitare in una casa a Marina Grande. Dipinse anche Veduta dell'isola d’Ischia e Dintorni dell'isola d'Ischia.

### Opere
- Paesaggio romano con rovine e capre, firmato e datato 1870 Roma, olio su tela, 36X27 cm
- Marina di Capri, olio su tela, 30x50 cm
- Marina Grande di Capri, olio su tela, 72,5x100 cm
- Faraglioni da una terrazza, olio su tavoletta, 23x32 cm
- Marina, olio su tavoletta, 25x44,5 cm
- Faraglioni di Capri acquarello su carta, 36x45 cm
- Capri, olio su tavoletta, cm 14x27 cm, 1881, firmato e datato
- Arco naturale a Capri, olio su tela, (Anacapri, Museo Casa Rossa)